# Quinchao
Quinchao ist eine Insel im Süden Chiles in der Región de los Lagos. Sie ist mit einer Fläche von 120 km² die zweitgrößte Insel des Chiloé-Archipels. Von der Hauptinsel Chiloé ist sie durch den Kanal von Dalcahue getrennt. Auf ihm verkehrt tägliche eine Fähre, zwischen Dalcahue und La Pasada braucht diese nur fünf Minuten. Auf der Insel befindet sich der größte Teil der Kommune Quinchao (der Rest sind kleinere Inseln) sowie die Gemeinde Curaco de Vélez. Beide Gemeinden zusammen haben 12.379 Einwohner.
Der größte Teil des Waldes, der die Insel einmal bedeckte, ist inzwischen durch Prärie ersetzt oder wird für den Kartoffelanbau genutzt.
Einige der Holzkirchen von Quinchao, nämlich Quinchao und Achao sowie die Kirche auf der kleinen Insel Caguach, wurden 2000 gemeinsam mit anderen des Chiloé-Archipels in das Weltkulturerbe der UNESCO aufgenommen.